# Bodies
Bodies – pierwszy singiel Robbiego Williamsa z albumu pt. Reality Killed the Video Star. Został wydany 8 września 2009 przez Virgin Records.

## Treść
Zainteresowanie wzbudziła treść utworu, w której Williams śpiewa: Jesus really died for me. W wywiadzie dla magazynu „Q” z października 2010 Williams określił słowa utworu „pieprzonym bełkotem”, po czym dodał: Kto może wiedzieć, co miałem na myśli? Byłem cholernie naćpany.

## Teledysk
Teledysk "Bodies" został nagrany na pustyni Mojave. Premiera teledysku nastąpiła 9 września 2009.